# Nojima-breuk

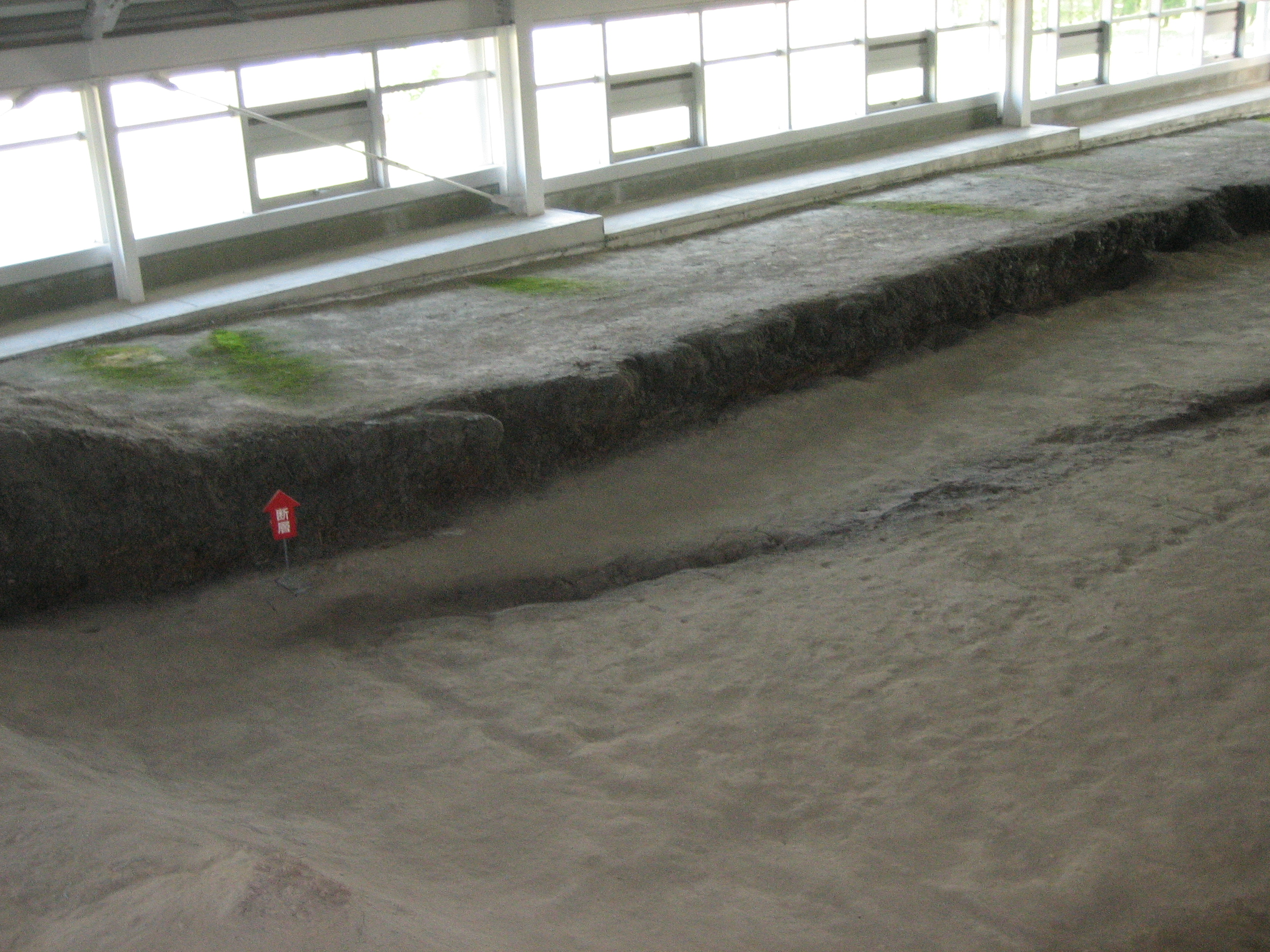
De Nojima-breuk in Awaji

De Nojima-breuk (野島断層, Nojima Dansō) is een geologische breukzone. De lijn loopt van Japan, via het eiland Awaji in de Baai van Osaka, tot onder de stad Kobe. De breuk maakt deel uit van de Arima Takatsukilijn, die zelf weer een tak is van de Median Tektonische Lijn (MTL). 
De Nojima-breuk was de oorzaak van de grote aardbeving in Kobe op 17 januari 1995. Deze aardbeving was met zijn kracht van 6,9 op de schaal van Richter de ergste sinds de aardbeving bij Tokio in 1923. De beving duurde 20 seconden en had verwoestende gevolgen. Ongeveer 6300 mensen kwamen om, 300.000 werden dakloos. 